# Lutécia (kommun)
Lutécia är en kommun i Brasilien.   Den ligger i delstaten São Paulo, i den södra delen av landet, 800 km söder om huvudstaden Brasília. Antalet invånare är 2 703.
Följande samhällen finns i Lutécia:
- Lutécia

Omgivningarna runt Lutécia är huvudsakligen savann. Runt Lutécia är det mycket glesbefolkat, med 6 invånare per kvadratkilometer.